# Lema de Urysohn
En topología, el lema de Urysohn es un lema  que establece que un espacio topológico es normal si y sólo si cualquier par de conjuntos cerrados disjuntos pueden ser separados por una función continua.Esto es, en un espacio topológico es equivalente que los conjuntos cerrados disjuntos se puedan separar por entornos disjuntos a que se puedan separar por una función continua (existe una función continua del espacio a {\displaystyle [0,1]} que en un conjunto vale 0 y en el otro 1).
El lema de Urysohn es comúnmente usado para construir funciones continuas con ciertas propiedades en espacios normales. Es aplicado en muchas situaciones, puesto que todos los espacios métricos y todos los espacios de Hausdorff compactos son normales. El teorema de extensión de Tietze es una generalización de este lema, cuya demostración generalmente lo utiliza.
Este lema debe su nombre al matemático ruso Pavel Samuilovich Urysohn.

## Discusión

Dos cerrados separados por entornos

Dados dos conjuntos cerrados disjuntos {\displaystyle E} y {\displaystyle F} de un espacio topológico {\displaystyle X}, decimos que están separados por entornos si existen entornos (o, equivalentemente, entornos abiertos) {\displaystyle U} de {\displaystyle E} y {\displaystyle V} de {\displaystyle B} que también son disjuntos. Se dice que {\displaystyle E} y {\displaystyle F} están separados por una función continua si existe una función continua {\displaystyle f} de {\displaystyle X} al intervalo unitario {\displaystyle [0,1]} tal que {\displaystyle f(x)=0} para todo {\displaystyle x} en {\displaystyle E} y {\displaystyle f(y)=1} para todo {\displaystyle y} en {\displaystyle F}. Una función con estas características se denomina función de Urysohn para {\displaystyle E} y {\displaystyle F}.
Un espacio normal es un espacio topológico en el que todo par de conjuntos cerrados disjuntos puede ser separado por entornos. El lema de Urysohn afirma que un espacio topológico es normal si y sólo si todo par de conjuntos cerrados disjuntos puede ser separado por una función continua. Es decir, es suficiente que se puedan encontrar, para cada par de cerrados de un espacio, dos abiertos que los separen, para poder construir una función continua que pase de valer 0 en un cerrado a 1 en el otro (para cada par de cerrados). La necesidad ya se intuye más sencilla y veremos en la demostración que, en efecto, es mucho más sencilla de demostrar. 
No es necesario que los conjuntos {\displaystyle E} y {\displaystyle F} sean precisamente separados por f, es decir, no se requiere que {\displaystyle f(x)\neq 0} fuera de {\displaystyle E} y {\displaystyle f(y)\neq 1} fuera de {\displaystyle B}. Para poder afirmar esto hacen falta hipótesis más fuertes que la normalidad: sólo se puede afirmar en espacios perfectamente normales.
El lema de Urysohn ha llevado a la formulación de otras nociones topológicas, tales como la «propiedad de Tychonoff» y los «espacios completamente de Hausdorff». Por ejemplo, un corolario del lema es que los espacios normales y T1 son de Tychonoff.

## Enunciado formal
Un espacio topológico {\displaystyle X} es normal si, y sólo si, para cualesquiera dos subconjuntos cerrados no vacíos, disjuntos, {\displaystyle A} y {\displaystyle B} de {\displaystyle X,} existe una aplicación continua {\displaystyle f:X\to [0,1]} tal que {\displaystyle f(A)=\{0\}} y {\displaystyle f(B)=\{1\}} (escribiremos que {\displaystyle A} y {\displaystyle B} están separados por una función continua).

## Demostración

### Demostración de la necesidad
Demostramos primero la necesidad, es decir, que si cualquier par de cerrados disjuntos de {\displaystyle X} están separados por una función continua, entonces {\displaystyle X} es un espacio normal. Para ver esto, tomamos un par arbitrario {\displaystyle A,B} de cerrados disjuntos de {\displaystyle X} y encontraremos abiertos disjuntos {\displaystyle U,V} de {\displaystyle X} que contienen a {\displaystyle A} y {\displaystyle B}, respectivamente. Pero por hipótesis existe una función continua {\displaystyle f\colon X\rightarrow [0,1]} que vale 0 en {\displaystyle A} y 1 en {\displaystyle B}. Ahora, {\displaystyle [0,{\tfrac {1}{2}})} y {\displaystyle ({\tfrac {1}{2}},1]} son dos abiertos disjuntos de {\displaystyle [0,1]} (con la topología inducida de la usual de {\displaystyle \mathbb {R} }) y, por continuidad, {\displaystyle f^{-1}([0,{\tfrac {1}{2}}))} y {\displaystyle f^{-1}(({\tfrac {1}{2}},1])} son dos abiertos disjuntos que contienen por hipótesis a {\displaystyle A} y a {\displaystyle B}, respectivamente. De aquí se obtiene la normalidad de {\displaystyle X}.

### Construcción de abiertos encajados para cada número racional

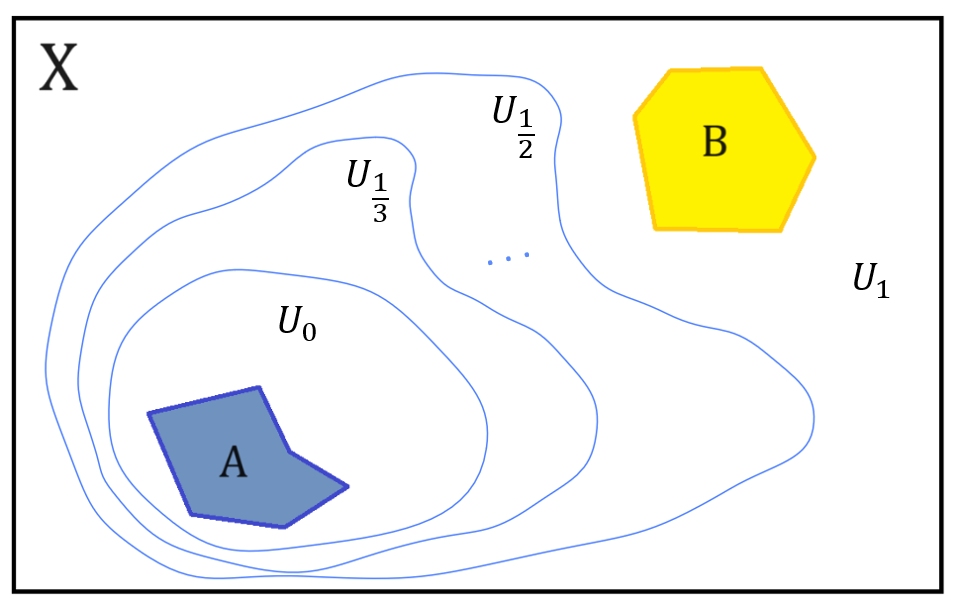
Construcción del los primeros abiertos. Primero se construye. Luego, por normalidad, podemos tomar un entorno de con adherencia contenida en. Luego se construye análogamente: que contenga a (el abierto construido con índice inmediatamente inferior) y de adherencia contenida en (el abierto construido con índice inmediatamente inferior). Y así sucesivamente: entre y, entre y, etcétera.

Recíprocamente, supongamos que el espacio {\displaystyle X} es normal y veamos que, de hecho, cualquier par de cerrados disjuntos de {\displaystyle X} se pueden separar por una función continua. Tomamos como antes dos cerrados disjuntos {\displaystyle A,B} de {\displaystyle X}. El primer paso es construir, usando la normalidad, una familia de abiertos {\displaystyle U_{p}} indexados por los números racionales del intervalo {\displaystyle [0,1]} satisfaciendo que, siempre que {\displaystyle p<q}, se tenga que {\displaystyle {\overline {U_{p}}}\subseteq U_{q}}, donde {\displaystyle {\overline {V}}} representa la adherencia de un conjunto {\displaystyle V} en {\displaystyle X}.
Sea {\displaystyle P=[0,1]\cap \mathbb {Q} } el conjunto de racionales en el intervalo {\displaystyle [0,1]}. Vamos a definir, para cada {\displaystyle p\in P}, un abierto {\displaystyle U_{p}} de {\displaystyle X} con la propiedad anterior. Al ser {\displaystyle P} numerable (podemos suponer que lo ordenamos de la forma estándar {\displaystyle P=\{1,0,{\tfrac {1}{2}},{\tfrac {1}{3}},{\tfrac {2}{3}},{\tfrac {1}{4}},{\tfrac {3}{4}},{\tfrac {1}{5}},{\tfrac {2}{5}},{\tfrac {3}{5}},{\tfrac {4}{5}},\dots \}}), podemos definir recursivamente el conjunto {\displaystyle U_{p}} suponiendo que tenemos definidos todos los conjuntos {\displaystyle U_{q}} para {\displaystyle q<p}. 
Empezamos definiendo los conjuntos {\displaystyle U_{1}} y {\displaystyle U_{0}}. Tomamos {\displaystyle U_{1}=X\setminus B}, que es abierto por ser {\displaystyle B} cerrado. Por ser {\displaystyle X} normal, podemos tomar un abierto {\displaystyle U_{0}} tal que {\displaystyle A\subseteq U_{0}} y {\displaystyle {\overline {U_{0}}}\subseteq U_{1}} (basta usar la definición para los cerrados disjuntos {\displaystyle A} y {\displaystyle X\setminus U_{1}=B} y tomar el entorno de {\displaystyle A} como {\displaystyle U_{0}}). 
Ahora, sea {\displaystyle P_{n}} el conjunto de los primeros {\displaystyle n} números de la numeración de {\displaystyle P} y, recursivamente, supongamos que tenemos definido {\displaystyle U_{p}} para todo {\displaystyle p\in P_{n}} satisfaciendo la relación {\displaystyle p<q\Rightarrow {\overline {U_{p}}}\subseteq U_{q}}.{\displaystyle \quad (*)}
Sea {\displaystyle r} el siguiente racional de la numeración; queremos definir {\displaystyle U_{r}}. Consideremos {\displaystyle P_{n+1}=P_{n}\cup \{r\}} con el orden usual de la recta real. Al ser {\displaystyle r} distinto de los elementos máximo y mínimo de este conjunto (el 0 y el 1, que ya han sido tratados) y por ser {\displaystyle P_{n+1}} finito, {\displaystyle r} tiene un predecesor inmediato {\displaystyle p} y un sucesor inmediato {\displaystyle q} en {\displaystyle P_{n+1}}. Los conjuntos {\displaystyle U_{p}} y {\displaystyle U_{q}} ya han sido definidos, y cumplen que {\displaystyle {\overline {U_{p}}}\subseteq U_{q}}. Como antes, por normalidad de {\displaystyle X}, podemos encontrar un abierto {\displaystyle U_{r}} de {\displaystyle X} satisfaciendo que {\displaystyle {\overline {U_{p}}}\subseteq U_{r}} y {\displaystyle {\overline {U_{r}}}\subseteq U_{q}}.
Comprobemos que se sigue satisfaciendo {\displaystyle (*)} para cada par de elementos de {\displaystyle P_{n+1}}. Si ambos elementos pertenecen a {\displaystyle P_{n}}, {\displaystyle (*)} se sigue por hipótesis de inducción. Si no, un elemento es {\displaystyle r} y el otro es un cierto {\displaystyle s\in P_{n}}. Entonces, o bien {\displaystyle s\leq p}, en cuyo caso {\displaystyle {\overline {U_{s}}}\subseteq U_{p}\subseteq {\overline {U_{p}}}\subseteq U_{r}}, o bien {\displaystyle s\geq q}, en cuyo caso {\displaystyle {\overline {U_{r}}}\subseteq U_{q}\subseteq {\overline {U_{q}}}\subseteq U_{s}}. En cualquier caso, {\displaystyle (*)} sigue siendo cierta en {\displaystyle P_{n+1}}. Por inducción, tenemos definido {\displaystyle U_{p}} para cada {\displaystyle p\in P}.
El siguiente paso es extender la definición de {\displaystyle U_{p}} para cualquier {\displaystyle p} racional (no sólo en {\displaystyle [0,1]}). Para ello, definimos {\displaystyle U_{p}=\emptyset } para {\displaystyle p<0} y {\displaystyle U_{p}=X} para {\displaystyle p>1}. Claramente se sigue satisfaciendo {\displaystyle (*)}.

### Construcción def
El último paso es construir la función {\displaystyle f\colon X\rightarrow [0,1]} que separa continuamente los conjuntos {\displaystyle A} y {\displaystyle B}. Para ello, primero definimos, para {\displaystyle x\in X}, el conjunto {\displaystyle \mathbb {Q} (x)} como los racionales {\displaystyle p} tales que sus respectivos {\displaystyle U_{p}} contienen el punto {\displaystyle x}: {\displaystyle \mathbb {Q} (x)=\{p\in \mathbb {Q} :x\in U_{p}\}}. Observamos que este conjunto no contiene ningún elemento menor que 0, pues ningún {\displaystyle x} pertenece a {\displaystyle U_{p}} para {\displaystyle p<0}, y contiene a todos los racionales p mayores que 1, pues todos los {\displaystyle x} están en {\displaystyle U_{p}} para {\displaystyle p>1}. Por tanto, {\displaystyle \mathbb {Q} (x)} tiene su ínfimo en el conjunto {\displaystyle [0,1]}. Podemos definir pues {\displaystyle f(x)=\inf \mathbb {Q} (x)=\inf\{p\in \mathbb {Q} :x\in U_{p}\}}.
Falta ver que {\displaystyle f} cumple lo que queremos. En efecto, si {\displaystyle x\in A}, tenemos que {\displaystyle x\in U_{p}\quad \forall p\geq 0}, por lo que {\displaystyle \mathbb {Q} (x)=[0,\infty )\cap \mathbb {Q} } y {\displaystyle f(x)=0}; si {\displaystyle x\in B}, entonces {\displaystyle x\notin U_{p}\quad \forall p<1}, por lo que {\displaystyle \mathbb {Q} (x)=(1,\infty )\cap \mathbb {Q} } y {\displaystyle f(x)=1}.

### Continuidad def
Lo único que queda por demostrar es que {\displaystyle f} es, en efecto, continua. Esta es la parte más difícil, y demostramos antes dos resultados elementales:
{\displaystyle (1)\ \ x\in {\overline {U_{r}}}\Rightarrow f(x)\leq r} : En efecto, si {\displaystyle x\in {\overline {U_{r}}}}, entonces {\displaystyle x\in U_{s}\quad \forall s>r}. Por tanto, {\displaystyle \mathbb {Q} (x)} contiene todos los racionales mayores que {\displaystyle r}, y {\displaystyle f(x)=\inf \mathbb {Q} (x)\leq r}.
{\displaystyle (2)\ \ x\notin U_{r}\Rightarrow f(x)\geq r} : En efecto, si {\displaystyle x\notin U_{r}}, entonces {\displaystyle x\notin U_{s}\quad \forall s<r}. Por tanto, {\displaystyle \mathbb {Q} (x)} no contiene ningún racional menor que {\displaystyle r}, y {\displaystyle f(x)=\inf \mathbb {Q} (x)\geq r}.
Para ver la continuidad de {\displaystyle f}, tomamos {\displaystyle x_{0}\in X} y {\displaystyle (c,d)\ni f(x_{0})} un intervalo abierto de {\displaystyle \mathbb {R} }; buscamos un entorno {\displaystyle U} de {\displaystyle x_{0}} tal que {\displaystyle f(U)\subseteq (c,d)}. Podemos tomar números racionales {\displaystyle p,q} tales que {\displaystyle c<p<f(x_{0})<q<d}. 
Afirmamos que el abierto {\displaystyle U=U_{q}\setminus {\overline {U_{p}}}} es el entorno que buscamos. En efecto, {\displaystyle x_{0}\in U}, ya que {\displaystyle f(x_{0})<q} implica, por {\displaystyle (2)}, que {\displaystyle x_{0}\in U_{q}}, mientras que {\displaystyle f(x_{0})>p} implica, por {\displaystyle (1)}, que {\displaystyle x_{0}\notin {\overline {U_{p}}}}. Además, {\displaystyle f(U)\subseteq (c,d)}. Sea {\displaystyle x\in U}. Entonces, {\displaystyle x\in U_{q}\subseteq {\overline {U_{q}}}{\overset {(1)}{\Longrightarrow }}f(x)\leq q} y, además, {\displaystyle x\notin {\overline {U_{p}}}\Rightarrow x\notin U_{p}{\overset {(2)}{\Longrightarrow }}f(x)\geq p}. Por tanto, {\displaystyle f(x)\in [p,q]\subseteq (c,d).} Por tanto, {\displaystyle f} es continua y esto concluye la demostración. {\displaystyle \quad \square }